# AEGON International 2017 - Qualificazioni singolare maschile
Le qualificazioni del singolare maschile dell'AEGON International 2017 sono state un torneo di tennis preliminare per accedere alla fase finale della manifestazione. I vincitori dell'ultimo turno sono entrati di diritto nel tabellone principale. In caso di ritiro di uno o più giocatori aventi diritto a questi sono subentrati i lucky loser, ossia i giocatori che hanno perso nell'ultimo turno ma che avevano una classifica più alta rispetto agli altri partecipanti che avevano comunque perso nel turno finale.

## Teste di serie
1. Vasek Pospisil (qualificato)
2. Andrey Kuznetsov (ultimo turno)
3. Norbert Gombos (qualificato)
4. Thomas Fabbiano (qualificato)

1. Jerzy Janowicz (primo turno)
2. Steven Diez (primo turno)
3. Marek Jaloviec (primo turno)
4. Chen Ti (ultimo turno)

## Qualificati
1. Vasek Pospisil
2. Franko Škugor

1. Norbert Gombos
2. Thomas Fabbiano

## Tabellone

### Legenda
| - Q = Qualificato - WC = Wild card - LL = Lucky loser | - ALT = Alternate - SE = Special Exempt - PR = Protected Ranking | - w/o = Walkover - r = Ritirato - d = Squalificato |

### Sezione 1
|  | Primo turno | Primo turno    | Primo turno    | Primo turno | Primo turno |  |  | Ultimo turno | Ultimo turno   | Ultimo turno   | Ultimo turno   | Ultimo turno |  |
|  |             |                |                |             |             |  |  |              |                |                |                |              |  |
|  | 1           | Vasek Pospisil | Vasek Pospisil | 6           | 6           |  |  |              |                |                |                |              |  |
|  | WC          | James Ward     | James Ward     | 1           | 4           |  |  | 1            | Vasek Pospisil | Vasek Pospisil | Vasek Pospisil | w/o          |  |
|  |             | Ivan Dodig     | 3              | 6           | 7           |  |  |              | Ivan Dodig     | Ivan Dodig     | Ivan Dodig     |              |  |
|  | 6           | Steven Diez    | 6              | 3           | 5           |  |  |              |                |                |                |              |  |

### Sezione 2
|  | Primo turno | Primo turno        | Primo turno        | Primo turno | Primo turno |  |  | Ultimo turno | Ultimo turno     | Ultimo turno | Ultimo turno | Ultimo turno |  |
|  |             |                    |                    |             |             |  |  |              |                  |              |              |              |  |
|  | 2           | Andrey Kuznetsov   | Andrey Kuznetsov   | 6           | 6           |  |  |              |                  |              |              |              |  |
|  |             | Takanyi Garanganga | Takanyi Garanganga | 0           | 3           |  |  | 2            | Andrey Kuznetsov | 6            | 4            | 4            |  |
|  |             | Franko Škugor      | Franko Škugor      | 7           | 7           |  |  |              | Franko Škugor    | 2            | 6            | 6            |  |
|  | 5           | Jerzy Janowicz     | Jerzy Janowicz     | 63          | 65          |  |  |              |                  |              |              |              |  |

### Sezione 3
|  | Primo turno | Primo turno    | Primo turno    | Primo turno | Primo turno |  |  | Ultimo turno | Ultimo turno   | Ultimo turno   | Ultimo turno | Ultimo turno |  |
|  |             |                |                |             |             |  |  |              |                |                |              |              |  |
|  | 3           | Norbert Gombos | Norbert Gombos | 6           | 7           |  |  |              |                |                |              |              |  |
|  |             | Luke Saville   | Luke Saville   | 4           | 62          |  |  | 3            | Norbert Gombos | Norbert Gombos | 6            | 6            |  |
|  | WC          | Luke Bambridge | Luke Bambridge | 6           | 6           |  |  | WC           | Luke Bambridge | Luke Bambridge | 2            | 2            |  |
|  | 7           | Marek Jaloviec | Marek Jaloviec | 4           | 4           |  |  |              |                |                |              |              |  |

### Sezione 4
|  | Primo turno | Primo turno     | Primo turno     | Primo turno | Primo turno |  |  | Ultimo turno | Ultimo turno    | Ultimo turno    | Ultimo turno | Ultimo turno |  |
|  |             |                 |                 |             |             |  |  |              |                 |                 |              |              |  |
|  | 4           | Thomas Fabbiano | Thomas Fabbiano | 6           | 6           |  |  |              |                 |                 |              |              |  |
|  | Alt         | Andrés Molteni  | Andrés Molteni  | 1           | 1           |  |  | 4            | Thomas Fabbiano | Thomas Fabbiano | 6            | 6            |  |
|  |             | Michal Konečný  | 6               | 64          | 5           |  |  | 8            | Chen Ti         | Chen Ti         | 1            | 4            |  |
|  | 8           | Chen Ti         | 2               | 7           | 7           |  |  |              |                 |                 |              |              |  |